# São Sebastião do Caí
Pour les articles homonymes, voir São Sebastião.
São Sebastião do Caí est une ville brésilienne de la mésorégion métropolitaine de Porto Alegre, capitale de l'État du Rio Grande do Sul, faisant partie de la microrégion de Montenegro et située à 59 km au nord de Porto Alegre. Elle se situe à une latitude de 29° 35′ 15″ sud et à une longitude de 51° 22′ 35″ ouest, à une altitude de 17 m. Sa population était estimée à 20 359 en 2007, pour une superficie de 111 km2. L'accès s'y fait par les RS-122 et RS-874.
En 1738,  les Portugais étaient déjà présents sur le territoire de l'actuelle São Sebastião do Caí. Ils s'étaient principalement installés dans le lieu appelé Santana do Rio dos Sinos, aujourd'hui distinct de Capela de Santana. Ils étaient surtout éleveurs de bétail. En 1827, sur les terres qui allaient devenir la municipalité de São José do Hortêncio, s'installèrent des colons allemands.
Le secteur primaire de la commune produit des plantes oléagineuses, du maïs, des bergamotes, des oranges, des citrons, des concombres, des fraises, des haricots, des courges, des piments, des choux, des choux-fleurs, des tomates, du raisin, du lait, du miel ; des fleurs (chrysanthèmes, œillets, violettes, sauge) et leurs pousses. On y trouve une activité piscicole produisant des carpes.
La plus importante entreprise du secteur secondaire est conserves Oderich, qui conditionne tout une gamme de produits issus du secteur primaire. Il y a aussi des fabriques de chaussures, des entreprises de métallurgie et de céramique et des menuiseries.

## Villes voisines
- Bom Princípio
- Feliz
- São José do Hortêncio
- Portão
- Capela de Santana
- Pareci Novo
- Harmonia